# Eunica aspasia
Eunica aspasia är en fjärilsart som beskrevs av Felder 1861. Eunica aspasia ingår i släktet Eunica och familjen praktfjärilar. Inga underarter finns listade i Catalogue of Life.